# Astragalus subuliferus
Astragalus subuliferus är en ärtväxtart som beskrevs av Pierre Edmond Boissier, Karl Theodor Kotschy och Aleksandr Andrejevitj Bunge. Astragalus subuliferus ingår i släktet vedlar, och familjen ärtväxter. Inga underarter finns listade i Catalogue of Life.